# Torneo de Tokio
El Torneo de Tokio (conocido como Kinoshita Group Japan Open Tennis Championships) es un torneo oficial  de tenis que se celebra en Tokio, Japón. Se lleva a cabo sobre superficie dura al aire libre en el complejo Ariake Coliseum desde el año 1973, y está incluido en el calendario del circuito ATP. También formó parte de la WTA hasta la temporada 2008.
Por el lado masculino el tenista sueco Stefan Edberg es el máximo ganador del torneo con cuatro títulos. Le siguen los estadounidenses Pete Sampras con tres y Jim Courier con dos, los mismos que el local Kei Nishikori.

## Palmarés

### Individual masculino
| Año                     | Campeón                                   | Subcampeón                                | Resultado                                 |
| ----------------------- | ----------------------------------------- | ----------------------------------------- | ----------------------------------------- |
| ↓ Circuito Grand Prix ↓ |                                           |                                           |                                           |
| 1973                    | Ken Rosewall                              | John Newcombe                             | 6-1, 6-4                                  |
| 1974                    | Rod Laver                                 | Ken Rosewall                              | 3-6, 6-2, 6-3                             |
| 1975                    | Raúl Ramírez                              | Manuel Orantes                            | 6-4, 7-5, 6-3                             |
| 1976                    | Roscoe Tanner                             | Corrado Barazzutti                        | 6-3, 6-2                                  |
| 1977                    | Manuel Orantes                            | Kim Warwick                               | 6-2, 6-1                                  |
| 1978                    | Adriano Panatta                           | Pat Du Pré                                | 6-3, 6-3                                  |
| 1979                    | Terry Moor                                | Pat Du Pré                                | 3-6, 7-6, 6-2                             |
| 1980                    | Ivan Lendl                                | Eliot Teltscher                           | 3-6, 6-4, 6-0                             |
| 1981                    | Balázs Taróczy                            | Eliot Teltscher                           | 6-3, 1-6, 7-6                             |
| 1982                    | Jimmy Arias                               | Dominique Bedel                           | 6-2, 2-6, 6-4                             |
| 1983                    | Eliot Teltscher                           | Andrés Gómez                              | 7-5, 3-6, 6-1                             |
| 1984                    | David Pate                                | Terry Moor                                | 6-3, 7-5                                  |
| 1985                    | Scott Davis                               | Jimmy Arias                               | 6-1, 7-6                                  |
| 1986                    | Ramesh Krishnan                           | Johan Carlsson                            | 6-3, 6-1                                  |
| 1987                    | Stefan Edberg                             | David Pate                                | 7-6, 6-4                                  |
| 1988                    | John McEnroe                              | Stefan Edberg                             | 6-2, 6-2                                  |
| 1989                    | Stefan Edberg                             | Ivan Lendl                                | 6-3, 2-6, 6-4                             |
| ↓ ATP Tour 500 ↓        |                                           |                                           |                                           |
| 1990                    | Stefan Edberg                             | Aaron Krickstein                          | 6-4, 7-5                                  |
| 1991                    | Stefan Edberg                             | Ivan Lendl                                | 6-1, 7-5, 6-0                             |
| 1992                    | Jim Courier                               | Richard Krajicek                          | 6-4, 6-4, 7-6                             |
| 1993                    | Pete Sampras                              | Brad Gilbert                              | 6-2, 6-2, 6-2                             |
| 1994                    | Pete Sampras                              | Michael Chang                             | 6-4, 6-2                                  |
| 1995                    | Jim Courier                               | Andre Agassi                              | 6-4, 6-3                                  |
| 1996                    | Pete Sampras                              | Richey Reneberg                           | 6-4, 7-5                                  |
| 1997                    | Richard Krajicek                          | Lionel Roux                               | 6-2, 3-6, 6-1                             |
| 1998                    | Andrei Pavel                              | Byron Black                               | 6-3, 6-4                                  |
| 1999                    | Nicolas Kiefer                            | Wayne Ferreira                            | 7-6(5), 7-5                               |
| 2000                    | Sjeng Schalken                            | Nicolás Lapentti                          | 6-4, 3-6, 6-1                             |
| 2001                    | Lleyton Hewitt                            | Michel Kratochvil                         | 6-4, 6-2                                  |
| 2002                    | Kenneth Carlsen                           | Magnus Norman                             | 7-6(6), 6-3                               |
| 2003                    | Rainer Schüttler                          | Sébastien Grosjean                        | 7-6(5), 6-2                               |
| 2004                    | Jiří Novák                                | Taylor Dent                               | 5-7, 6-1, 6-3                             |
| 2005                    | Wesley Moodie                             | Mario Ančić                               | 1-6, 7-6(7), 6-4                          |
| 2006                    | Roger Federer                             | Tim Henman                                | 6-3, 6-3                                  |
| 2007                    | David Ferrer                              | Richard Gasquet                           | 6-1, 6-2                                  |
| 2008                    | Tomáš Berdych                             | Juan Martín del Potro                     | 6-1, 6-4                                  |
| 2009                    | Jo-Wilfried Tsonga                        | Mikhail Youzhny                           | 6-3, 6-3                                  |
| 2010                    | Rafael Nadal                              | Gaël Monfils                              | 6-1, 7-5                                  |
| 2011                    | Andy Murray                               | Rafael Nadal                              | 3-6, 6-2, 6-0                             |
| 2012                    | Kei Nishikori                             | Milos Raonic                              | 7-6(5), 3-6, 6-0                          |
| 2013                    | Juan Martín del Potro                     | Milos Raonic                              | 7-6(5), 7-5                               |
| 2014                    | Kei Nishikori                             | Milos Raonic                              | 7-6(5), 4-6, 6-4                          |
| 2015                    | Stanislas Wawrinka                        | Benoît Paire                              | 6-2, 6-4                                  |
| 2016                    | Nick Kyrgios                              | David Goffin                              | 4-6, 6-3, 7-5                             |
| 2017                    | David Goffin                              | Adrian Mannarino                          | 6-3, 7-5                                  |
| 2018                    | Daniil Medvédev                           | Kei Nishikori                             | 6-2, 6-4                                  |
| 2019                    | Novak Djokovic                            | John Millman                              | 6-3, 6-2                                  |
| 2020- 2021              | No disputado por la pandemia del COVID-19 | No disputado por la pandemia del COVID-19 | No disputado por la pandemia del COVID-19 |
| 2022                    | Taylor Fritz                              | Frances Tiafoe                            | 7-6(3), 7-6(2)                            |
| 2023                    | Ben Shelton                               | Aslán Karátsev                            | 7-5, 6-1                                  |
| 2024                    | Arthur Fils                               | Ugo Humbert                               | 5-7, 7-6(6), 6-3                          |

### Individual femenino
| Año  | Campeona             | Subcampeona            | Resultado         |
| ---- | -------------------- | ---------------------- | ----------------- |
| 1979 | Betsy Nagelsen       | Naoko Sato             | 6-1, 3-6, 6-3     |
| 1980 | Mariana Simionescu   | Nerida Gregory         | 6-4, 6-4          |
| 1981 | Marie Pinterova      | Pam Casale             | 2-6, 6-4, 6-1     |
| 1982 | Laura Gildemeister   | Pilar Vasquez          | 3-6, 6-4, 6-0     |
| 1983 | Etsuko Inoue         | Shelley Solomon        | 6-2, 5-7, 6-1     |
| 1984 | Lilian Kelaidis      | Shawn Foltz            | 6-4, 6-2          |
| 1985 | Gabriela Sabatini    | Linda Gates            | 6-3, 6-4          |
| 1986 | Helen Kelesi         | Bettina Fulco-Villella | 6-2, 6-2          |
| 1987 | Katerina Maleeva     | Barbara Gerken         | 6-2, 6-3          |
| 1988 | Patty Fendick        | Stephanie Rehe         | 6-3, 7-5          |
| 1989 | Kumiko Okamoto       | Elizabeth Smylie       | 6-4, 6-2          |
| 1990 | Catarina Lindqvist   | Elizabeth Smylie       | 6-3, 6-2          |
| 1991 | Lori McNeil          | Sabine Appelmans       | 2-6, 6-2, 6-1     |
| 1992 | Kimiko Date          | Sabine Appelmans       | 7-5, 3-6, 6-3     |
| 1993 | Kimiko Date          | Stephanie Rottier      | 6-1, 6-3          |
| 1994 | Kimiko Date          | Amy Frazier            | 7-5, 6-0          |
| 1995 | Amy Frazier          | Kimiko Date            | 7-6, 7-5          |
| 1996 | Kimiko Date          | Amy Frazier            | 7-5, 6-4          |
| 1997 | Ai Sugiyama          | Amy Frazier            | 4-6, 6-4, 6-4     |
| 1998 | Ai Sugiyama          | Corina Morariu         | 6-3, 6-3          |
| 1999 | Amy Frazier          | Ai Sugiyama            | 6-2, 6-2          |
| 2000 | Julie Halard-Decugis | Amy Frazier            | 5-7, 7-5, 6-4     |
| 2001 | Monica Seles         | Tamarine Tanasugarn    | 6-3, 6-2          |
| 2002 | Jill Craybas         | Silvija Talaja         | 2-6, 6-4, 6-4     |
| 2003 | María Sharápova      | Aniko Kapros           | 2-6, 6-2, 7-6(5)  |
| 2004 | María Sharápova      | Mashona Washington     | 6-0, 6-1          |
| 2005 | Nicole Vaidišová     | Tatiana Golovin        | 7-6(4), 3-2, ret. |
| 2006 | Marion Bartoli       | Aiko Nakamura          | 2-6, 6-2, 6-2     |
| 2007 | Virginie Razzano     | Venus Williams         | 4-6, 7-6(7), 6-4  |
| 2008 | Caroline Wozniacki   | Kaia Kanepi            | 6-2, 3-6, 6-1     |

### Dobles masculino
| Año                     | Campeones                                 | Subcampeones                              | Resultado                                 |
| ----------------------- | ----------------------------------------- | ----------------------------------------- | ----------------------------------------- |
| ↓ Circuito Grand Prix ↓ |                                           |                                           |                                           |
| 1973                    | Mal Anderson Ken Rosewall                 | Colin Dibley Allan Stone                  | 7-5, 7-5                                  |
| 1974                    | Final suspendida por la lluvia            | Final suspendida por la lluvia            | Final suspendida por la lluvia            |
| 1975                    | Brian Gottfried Raúl Ramírez              | Juan Gisbert Sr. Manuel Orantes           | 7-6, 6-4                                  |
| 1976                    | Bob Carmichael Ken Rosewall               | Ismail El Shafei Brian Fairlie            | 6-4, 6-4                                  |
| 1977                    | Geoff Masters Kim Warwick                 | Colin Dibley Chris Kachel                 | 6-2, 7-6                                  |
| 1978                    | Ross Case Geoff Masters                   | Željko Franulović Buster Mottram          | 6-2, 4-6, 6-1                             |
| 1979                    | Colin Dibley Pat Du Pré                   | Rod Frawley Francisco González            | 3-6, 6-1, 6-1                             |
| 1980                    | Ross Case Jaime Fillol                    | Terry Moor Eliot Teltscher                | 6-3, 3-6, 6-4                             |
| 1981                    | Heinz Günthardt Balázs Taróczy            | Larry Stefanki Robert Van't Hof           | 3-6, 6-2, 6-1                             |
| 1982                    | Sherwood Stewart Ferdi Taygan             | Tim Gullikson Tom Gullikson               | 6-1, 3-6, 7-6                             |
| 1983                    | Sammy Giammalva Jr. Steve Meister         | Tim Gullikson Tom Gullikson               | 6-4, 6-7, 7-6                             |
| 1984                    | David Dowlen Nduka Odizor                 | Mark Dickson Steve Meister                | 6-7, 6-4, 6-3                             |
| 1985                    | Scott Davis David Pate                    | Sammy Giammalva Jr. Greg Holmes           | 7-6, 6-7, 6-3                             |
| 1986                    | Matt Anger Ken Flach                      | Jimmy Arias Greg Holmes                   | 6-2, 6-3                                  |
| 1987                    | Paul Annacone Kevin Curren                | Andrés Gómez Anders Järryd                | 6-4, 7-6                                  |
| 1988                    | John Fitzgerald Johan Kriek               | Steve Denton David Pate                   | 6-4, 6-7, 6-4                             |
| 1989                    | Ken Flach Robert Seguso                   | Kevin Curren David Pate                   | 7-6, 7-6                                  |
| ↓ ATP Tour 500 ↓        |                                           |                                           |                                           |
| 1990                    | Mark Kratzmann Wally Masur                | Kent Kinnear Brad Pearce                  | 6-4, 6-3                                  |
| 1991                    | Stefan Edberg Todd Woodbridge             | John Fitzgerald Anders Jarryd             | 6-3, 7-6                                  |
| 1992                    | Kelly Jones Rick Leach                    | John Fitzgerald Anders Jarryd             | 6-1, 6-7, 6-4                             |
| 1993                    | Ken Flach Rick Leach                      | Glenn Michibata David Pate                | 6-4, 7-5                                  |
| 1994                    | Henrik Holm Anders Jarryd                 | Sébastien Lareau Patrick McEnroe          | 6-4, 6-2                                  |
| 1995                    | Mark Knowles Jonathan Stark               | John Fitzgerald Anders Jarryd             | 7-5, 6-4                                  |
| 1996                    | Todd Woodbridge Mark Woodforde            | Mark Knowles Rick Leach                   | 6-1, 7-6                                  |
| 1997                    | Martin Damm Daniel Vacek                  | Justin Gimelstob Patrick Rafter           | 3-6, 7-6, 7-6                             |
| 1998                    | Sébastien Lareau Daniel Nestor            | Olivier Delaitre Stefano Pescosolido      | 6-4, 3-6, 6-4                             |
| 1999                    | Jeff Tarango Daniel Vacek                 | Wayne Black Brian MacPhie                 | 7-5, 7-6(2)                               |
| 2000                    | Mahesh Bhupathi Leander Paes              | Michael Hill Jeff Tarango                 | 6-4, 6-7(1), 6-1                          |
| 2001                    | Rick Leach David Macpherson               | Paul Hanley Nathan Healey                 | 7-5, 7-6(2)                               |
| 2002                    | Jeff Coetzee Chris Haggard                | Jan-Michael Gambill Graydon Oliver        | 3-6, 6-4, 6-2                             |
| 2003                    | Justin Gimelstob Nicolas Kiefer           | Scott Humphries Mark Merklein             | 6-7(6), 6-3, 7-6(4)                       |
| 2004                    | Jared Palmer Pavel Vízner                 | Jiří Novák Petr Pála                      | 5-1, ret.                                 |
| 2005                    | Satoshi Iwabuchi Takao Suzuki             | Simon Aspelin Todd Perry                  | 5-4(3), 5-4(13)                           |
| 2006                    | Ashley Fisher Tripp Phillips              | Paul Goldstein Jim Thomas                 | 6-2, 7-5                                  |
| 2007                    | Jordan Kerr Robert Lindstedt              | Frank Dancevic Stephen Huss               | 6-4, 6-4                                  |
| 2008                    | Mikhail Youzhny Mischa Zverev             | Lukáš Dlouhý Leander Paes                 | 6-3, 6-4                                  |
| 2009                    | Julian Knowle Jürgen Melzer               | Ross Hutchins Jordan Kerr                 | 6-2, 5-7, [10-8]                          |
| 2010                    | Eric Butorac Jean-Julien Rojer            | Andreas Seppi Dmitri Tursunov             | 6-3, 6-2                                  |
| 2011                    | Andy Murray Jamie Murray                  | František Čermák Filip Polášek            | 6-1, 6-4                                  |
| 2012                    | Alexander Peya Bruno Soares               | Leander Paes Radek Štěpánek               | 6-3, 7-6(5)                               |
| 2013                    | Rohan Bopanna Édouard Roger-Vasselin      | Jamie Murray John Peers                   | 7-6(5), 6-4                               |
| 2014                    | Pierre-Hugues Herbert Michal Przysiezny   | Ivan Dodig Marcelo Melo                   | 6-3, 6-7(3), [10-5]                       |
| 2015                    | Raven Klaasen Marcelo Melo                | Juan Sebastián Cabal Robert Farah         | 7-6(5), 3-6, [10-7]                       |
| 2016                    | Marcel Granollers Marcin Matkowski        | Raven Klaasen Rajeev Ram                  | 6-2, 7-6(4)                               |
| 2017                    | Ben McLachlan Yasutaka Uchiyama           | Jamie Murray Bruno Soares                 | 6-4, 7-6(1)                               |
| 2018                    | Ben McLachlan Jan-Lennard Struff          | Raven Klaasen Michael Venus               | 6-4, 7-5                                  |
| 2019                    | Nicolas Mahut Édouard Roger-Vasselin      | Nikola Mektić Franko Škugor               | 7-6(7), 6-4                               |
| 2020- 2021              | No disputado por la pandemia del COVID-19 | No disputado por la pandemia del COVID-19 | No disputado por la pandemia del COVID-19 |
| 2022                    | Mackenzie McDonald Marcelo Melo           | Rafael Matos David Vega Hernández         | 6-4, 3-6, [10-4]                          |
| 2023                    | Rinky Hijikata Max Purcell                | Jamie Murray Michael Venus                | 6-4, 6-1                                  |
| 2024                    | Julian Cash Lloyd Glasspool               | Ariel Behar Robert Galloway               | 6-4, 4-6, [12-10]                         |

### Dobles femenino
| Año  | Campeonas                           | Subcampeonas                                | Resultado        |
| ---- | ----------------------------------- | ------------------------------------------- | ---------------- |
| 2001 | Liezel Huber Rachel McQuillan       | Jennifer Hopkins Wynne Prakusya             | 6-2, 6-0         |
| 2002 | Shinobu Asagoe Nana Miyagi          | Svetlana Kuznetsova Arantxa Sánchez Vicario | 6-4, 4-6, 6-4    |
| 2003 | María Sharápova Tamarine Tanasugarn | Ansley Cargill Ashley Harkleroad            | 7-6(1), 6-0      |
| 2004 | Shinobu Asagoe Katarina Srebotnik   | Jennifer Hopkins Mashona Washington         | 6-1, 6-4         |
| 2005 | Gisela Dulko Maria Kirilenko        | Shinobu Asagoe Maria Vento-Kabchi           | 7-5, 4-6, 6-3    |
| 2006 | Vania King Jelena Kostanic          | Yung-jan Chan Chia-jung Chuang              | 7-6(2), 7-5, 6-2 |
| 2007 | Tiantian Sun Zi Yan                 | Chia-jung Chuang Vania King                 | 1-6, 6-2, [10-6] |
| 2008 | Jill Craybas Marina Erakovic        | Ayumi Morita Aiko Nakamura                  | 4-6, 7-5, [10-6] |